# Экономичный мат
|   | a | b | c | d | e | f | g | h |   |
| - | --- | --- | --- | --- | --- | --- | --- | --- | - |
| 8 | f8 белая ладья · a6 белая ладья · e5 чёрный король · c4 белый слон · d3 белый конь · e3 белая пешка · f3 белая пешка · a2 белая пешка · h2 чёрный ферзь · a1 белый король | f8 белая ладья · a6 белая ладья · e5 чёрный король · c4 белый слон · d3 белый конь · e3 белая пешка · f3 белая пешка · a2 белая пешка · h2 чёрный ферзь · a1 белый король | f8 белая ладья · a6 белая ладья · e5 чёрный король · c4 белый слон · d3 белый конь · e3 белая пешка · f3 белая пешка · a2 белая пешка · h2 чёрный ферзь · a1 белый король | f8 белая ладья · a6 белая ладья · e5 чёрный король · c4 белый слон · d3 белый конь · e3 белая пешка · f3 белая пешка · a2 белая пешка · h2 чёрный ферзь · a1 белый король | f8 белая ладья · a6 белая ладья · e5 чёрный король · c4 белый слон · d3 белый конь · e3 белая пешка · f3 белая пешка · a2 белая пешка · h2 чёрный ферзь · a1 белый король | f8 белая ладья · a6 белая ладья · e5 чёрный король · c4 белый слон · d3 белый конь · e3 белая пешка · f3 белая пешка · a2 белая пешка · h2 чёрный ферзь · a1 белый король | f8 белая ладья · a6 белая ладья · e5 чёрный король · c4 белый слон · d3 белый конь · e3 белая пешка · f3 белая пешка · a2 белая пешка · h2 чёрный ферзь · a1 белый король | f8 белая ладья · a6 белая ладья · e5 чёрный король · c4 белый слон · d3 белый конь · e3 белая пешка · f3 белая пешка · a2 белая пешка · h2 чёрный ферзь · a1 белый король | 8 |
| 7 | f8 белая ладья · a6 белая ладья · e5 чёрный король · c4 белый слон · d3 белый конь · e3 белая пешка · f3 белая пешка · a2 белая пешка · h2 чёрный ферзь · a1 белый король | f8 белая ладья · a6 белая ладья · e5 чёрный король · c4 белый слон · d3 белый конь · e3 белая пешка · f3 белая пешка · a2 белая пешка · h2 чёрный ферзь · a1 белый король | f8 белая ладья · a6 белая ладья · e5 чёрный король · c4 белый слон · d3 белый конь · e3 белая пешка · f3 белая пешка · a2 белая пешка · h2 чёрный ферзь · a1 белый король | f8 белая ладья · a6 белая ладья · e5 чёрный король · c4 белый слон · d3 белый конь · e3 белая пешка · f3 белая пешка · a2 белая пешка · h2 чёрный ферзь · a1 белый король | f8 белая ладья · a6 белая ладья · e5 чёрный король · c4 белый слон · d3 белый конь · e3 белая пешка · f3 белая пешка · a2 белая пешка · h2 чёрный ферзь · a1 белый король | f8 белая ладья · a6 белая ладья · e5 чёрный король · c4 белый слон · d3 белый конь · e3 белая пешка · f3 белая пешка · a2 белая пешка · h2 чёрный ферзь · a1 белый король | f8 белая ладья · a6 белая ладья · e5 чёрный король · c4 белый слон · d3 белый конь · e3 белая пешка · f3 белая пешка · a2 белая пешка · h2 чёрный ферзь · a1 белый король | f8 белая ладья · a6 белая ладья · e5 чёрный король · c4 белый слон · d3 белый конь · e3 белая пешка · f3 белая пешка · a2 белая пешка · h2 чёрный ферзь · a1 белый король | 7 |
| 6 | f8 белая ладья · a6 белая ладья · e5 чёрный король · c4 белый слон · d3 белый конь · e3 белая пешка · f3 белая пешка · a2 белая пешка · h2 чёрный ферзь · a1 белый король | f8 белая ладья · a6 белая ладья · e5 чёрный король · c4 белый слон · d3 белый конь · e3 белая пешка · f3 белая пешка · a2 белая пешка · h2 чёрный ферзь · a1 белый король | f8 белая ладья · a6 белая ладья · e5 чёрный король · c4 белый слон · d3 белый конь · e3 белая пешка · f3 белая пешка · a2 белая пешка · h2 чёрный ферзь · a1 белый король | f8 белая ладья · a6 белая ладья · e5 чёрный король · c4 белый слон · d3 белый конь · e3 белая пешка · f3 белая пешка · a2 белая пешка · h2 чёрный ферзь · a1 белый король | f8 белая ладья · a6 белая ладья · e5 чёрный король · c4 белый слон · d3 белый конь · e3 белая пешка · f3 белая пешка · a2 белая пешка · h2 чёрный ферзь · a1 белый король | f8 белая ладья · a6 белая ладья · e5 чёрный король · c4 белый слон · d3 белый конь · e3 белая пешка · f3 белая пешка · a2 белая пешка · h2 чёрный ферзь · a1 белый король | f8 белая ладья · a6 белая ладья · e5 чёрный король · c4 белый слон · d3 белый конь · e3 белая пешка · f3 белая пешка · a2 белая пешка · h2 чёрный ферзь · a1 белый король | f8 белая ладья · a6 белая ладья · e5 чёрный король · c4 белый слон · d3 белый конь · e3 белая пешка · f3 белая пешка · a2 белая пешка · h2 чёрный ферзь · a1 белый король | 6 |
| 5 | f8 белая ладья · a6 белая ладья · e5 чёрный король · c4 белый слон · d3 белый конь · e3 белая пешка · f3 белая пешка · a2 белая пешка · h2 чёрный ферзь · a1 белый король | f8 белая ладья · a6 белая ладья · e5 чёрный король · c4 белый слон · d3 белый конь · e3 белая пешка · f3 белая пешка · a2 белая пешка · h2 чёрный ферзь · a1 белый король | f8 белая ладья · a6 белая ладья · e5 чёрный король · c4 белый слон · d3 белый конь · e3 белая пешка · f3 белая пешка · a2 белая пешка · h2 чёрный ферзь · a1 белый король | f8 белая ладья · a6 белая ладья · e5 чёрный король · c4 белый слон · d3 белый конь · e3 белая пешка · f3 белая пешка · a2 белая пешка · h2 чёрный ферзь · a1 белый король | f8 белая ладья · a6 белая ладья · e5 чёрный король · c4 белый слон · d3 белый конь · e3 белая пешка · f3 белая пешка · a2 белая пешка · h2 чёрный ферзь · a1 белый король | f8 белая ладья · a6 белая ладья · e5 чёрный король · c4 белый слон · d3 белый конь · e3 белая пешка · f3 белая пешка · a2 белая пешка · h2 чёрный ферзь · a1 белый король | f8 белая ладья · a6 белая ладья · e5 чёрный король · c4 белый слон · d3 белый конь · e3 белая пешка · f3 белая пешка · a2 белая пешка · h2 чёрный ферзь · a1 белый король | f8 белая ладья · a6 белая ладья · e5 чёрный король · c4 белый слон · d3 белый конь · e3 белая пешка · f3 белая пешка · a2 белая пешка · h2 чёрный ферзь · a1 белый король | 5 |
| 4 | f8 белая ладья · a6 белая ладья · e5 чёрный король · c4 белый слон · d3 белый конь · e3 белая пешка · f3 белая пешка · a2 белая пешка · h2 чёрный ферзь · a1 белый король | f8 белая ладья · a6 белая ладья · e5 чёрный король · c4 белый слон · d3 белый конь · e3 белая пешка · f3 белая пешка · a2 белая пешка · h2 чёрный ферзь · a1 белый король | f8 белая ладья · a6 белая ладья · e5 чёрный король · c4 белый слон · d3 белый конь · e3 белая пешка · f3 белая пешка · a2 белая пешка · h2 чёрный ферзь · a1 белый король | f8 белая ладья · a6 белая ладья · e5 чёрный король · c4 белый слон · d3 белый конь · e3 белая пешка · f3 белая пешка · a2 белая пешка · h2 чёрный ферзь · a1 белый король | f8 белая ладья · a6 белая ладья · e5 чёрный король · c4 белый слон · d3 белый конь · e3 белая пешка · f3 белая пешка · a2 белая пешка · h2 чёрный ферзь · a1 белый король | f8 белая ладья · a6 белая ладья · e5 чёрный король · c4 белый слон · d3 белый конь · e3 белая пешка · f3 белая пешка · a2 белая пешка · h2 чёрный ферзь · a1 белый король | f8 белая ладья · a6 белая ладья · e5 чёрный король · c4 белый слон · d3 белый конь · e3 белая пешка · f3 белая пешка · a2 белая пешка · h2 чёрный ферзь · a1 белый король | f8 белая ладья · a6 белая ладья · e5 чёрный король · c4 белый слон · d3 белый конь · e3 белая пешка · f3 белая пешка · a2 белая пешка · h2 чёрный ферзь · a1 белый король | 4 |
| 3 | f8 белая ладья · a6 белая ладья · e5 чёрный король · c4 белый слон · d3 белый конь · e3 белая пешка · f3 белая пешка · a2 белая пешка · h2 чёрный ферзь · a1 белый король | f8 белая ладья · a6 белая ладья · e5 чёрный король · c4 белый слон · d3 белый конь · e3 белая пешка · f3 белая пешка · a2 белая пешка · h2 чёрный ферзь · a1 белый король | f8 белая ладья · a6 белая ладья · e5 чёрный король · c4 белый слон · d3 белый конь · e3 белая пешка · f3 белая пешка · a2 белая пешка · h2 чёрный ферзь · a1 белый король | f8 белая ладья · a6 белая ладья · e5 чёрный король · c4 белый слон · d3 белый конь · e3 белая пешка · f3 белая пешка · a2 белая пешка · h2 чёрный ферзь · a1 белый король | f8 белая ладья · a6 белая ладья · e5 чёрный король · c4 белый слон · d3 белый конь · e3 белая пешка · f3 белая пешка · a2 белая пешка · h2 чёрный ферзь · a1 белый король | f8 белая ладья · a6 белая ладья · e5 чёрный король · c4 белый слон · d3 белый конь · e3 белая пешка · f3 белая пешка · a2 белая пешка · h2 чёрный ферзь · a1 белый король | f8 белая ладья · a6 белая ладья · e5 чёрный король · c4 белый слон · d3 белый конь · e3 белая пешка · f3 белая пешка · a2 белая пешка · h2 чёрный ферзь · a1 белый король | f8 белая ладья · a6 белая ладья · e5 чёрный король · c4 белый слон · d3 белый конь · e3 белая пешка · f3 белая пешка · a2 белая пешка · h2 чёрный ферзь · a1 белый король | 3 |
| 2 | f8 белая ладья · a6 белая ладья · e5 чёрный король · c4 белый слон · d3 белый конь · e3 белая пешка · f3 белая пешка · a2 белая пешка · h2 чёрный ферзь · a1 белый король | f8 белая ладья · a6 белая ладья · e5 чёрный король · c4 белый слон · d3 белый конь · e3 белая пешка · f3 белая пешка · a2 белая пешка · h2 чёрный ферзь · a1 белый король | f8 белая ладья · a6 белая ладья · e5 чёрный король · c4 белый слон · d3 белый конь · e3 белая пешка · f3 белая пешка · a2 белая пешка · h2 чёрный ферзь · a1 белый король | f8 белая ладья · a6 белая ладья · e5 чёрный король · c4 белый слон · d3 белый конь · e3 белая пешка · f3 белая пешка · a2 белая пешка · h2 чёрный ферзь · a1 белый король | f8 белая ладья · a6 белая ладья · e5 чёрный король · c4 белый слон · d3 белый конь · e3 белая пешка · f3 белая пешка · a2 белая пешка · h2 чёрный ферзь · a1 белый король | f8 белая ладья · a6 белая ладья · e5 чёрный король · c4 белый слон · d3 белый конь · e3 белая пешка · f3 белая пешка · a2 белая пешка · h2 чёрный ферзь · a1 белый король | f8 белая ладья · a6 белая ладья · e5 чёрный король · c4 белый слон · d3 белый конь · e3 белая пешка · f3 белая пешка · a2 белая пешка · h2 чёрный ферзь · a1 белый король | f8 белая ладья · a6 белая ладья · e5 чёрный король · c4 белый слон · d3 белый конь · e3 белая пешка · f3 белая пешка · a2 белая пешка · h2 чёрный ферзь · a1 белый король | 2 |
| 1 | f8 белая ладья · a6 белая ладья · e5 чёрный король · c4 белый слон · d3 белый конь · e3 белая пешка · f3 белая пешка · a2 белая пешка · h2 чёрный ферзь · a1 белый король | f8 белая ладья · a6 белая ладья · e5 чёрный король · c4 белый слон · d3 белый конь · e3 белая пешка · f3 белая пешка · a2 белая пешка · h2 чёрный ферзь · a1 белый король | f8 белая ладья · a6 белая ладья · e5 чёрный король · c4 белый слон · d3 белый конь · e3 белая пешка · f3 белая пешка · a2 белая пешка · h2 чёрный ферзь · a1 белый король | f8 белая ладья · a6 белая ладья · e5 чёрный король · c4 белый слон · d3 белый конь · e3 белая пешка · f3 белая пешка · a2 белая пешка · h2 чёрный ферзь · a1 белый король | f8 белая ладья · a6 белая ладья · e5 чёрный король · c4 белый слон · d3 белый конь · e3 белая пешка · f3 белая пешка · a2 белая пешка · h2 чёрный ферзь · a1 белый король | f8 белая ладья · a6 белая ладья · e5 чёрный король · c4 белый слон · d3 белый конь · e3 белая пешка · f3 белая пешка · a2 белая пешка · h2 чёрный ферзь · a1 белый король | f8 белая ладья · a6 белая ладья · e5 чёрный король · c4 белый слон · d3 белый конь · e3 белая пешка · f3 белая пешка · a2 белая пешка · h2 чёрный ферзь · a1 белый король | f8 белая ладья · a6 белая ладья · e5 чёрный король · c4 белый слон · d3 белый конь · e3 белая пешка · f3 белая пешка · a2 белая пешка · h2 чёрный ферзь · a1 белый король | 1 |
|   | a | b | c | d | e | f | g | h |   |

Экономи́чный мат (англ. economical mate) — разновидность шахматного мата, в котором задействованы все фигуры атакующей стороны, за возможным исключением только для её короля и пешек. Экономичный пат — пат, обладающий свойствами экономичного мата. 
На практике встречаются, как правило, в глубоких эндшпилях, когда у обеих сторон минимальное количество фигур. Часто экономичные маты встречаются среди линейных матов (двумя тяжелыми фигурами: ладьёй и ферзём, или парами этих фигур). В эндшпилях, где одинокому королю противостоят король и ладья, король и ферзь, король и два слона, король и слон с конём, может возникнуть лишь экономичный мат. Кроме того, Мат Анастасии в классической позиции является экономичным. 
Экономичный мат (пат), который одновременно является чистым, называется правильным.